# Anosia obscura
Anosia obscura är en fjärilsart som beskrevs av Jean-Baptiste Capronnier 1886. Anosia obscura ingår i släktet Anosia och familjen praktfjärilar. Inga underarter finns listade i Catalogue of Life.